# Lengyelország vasúti közlekedése

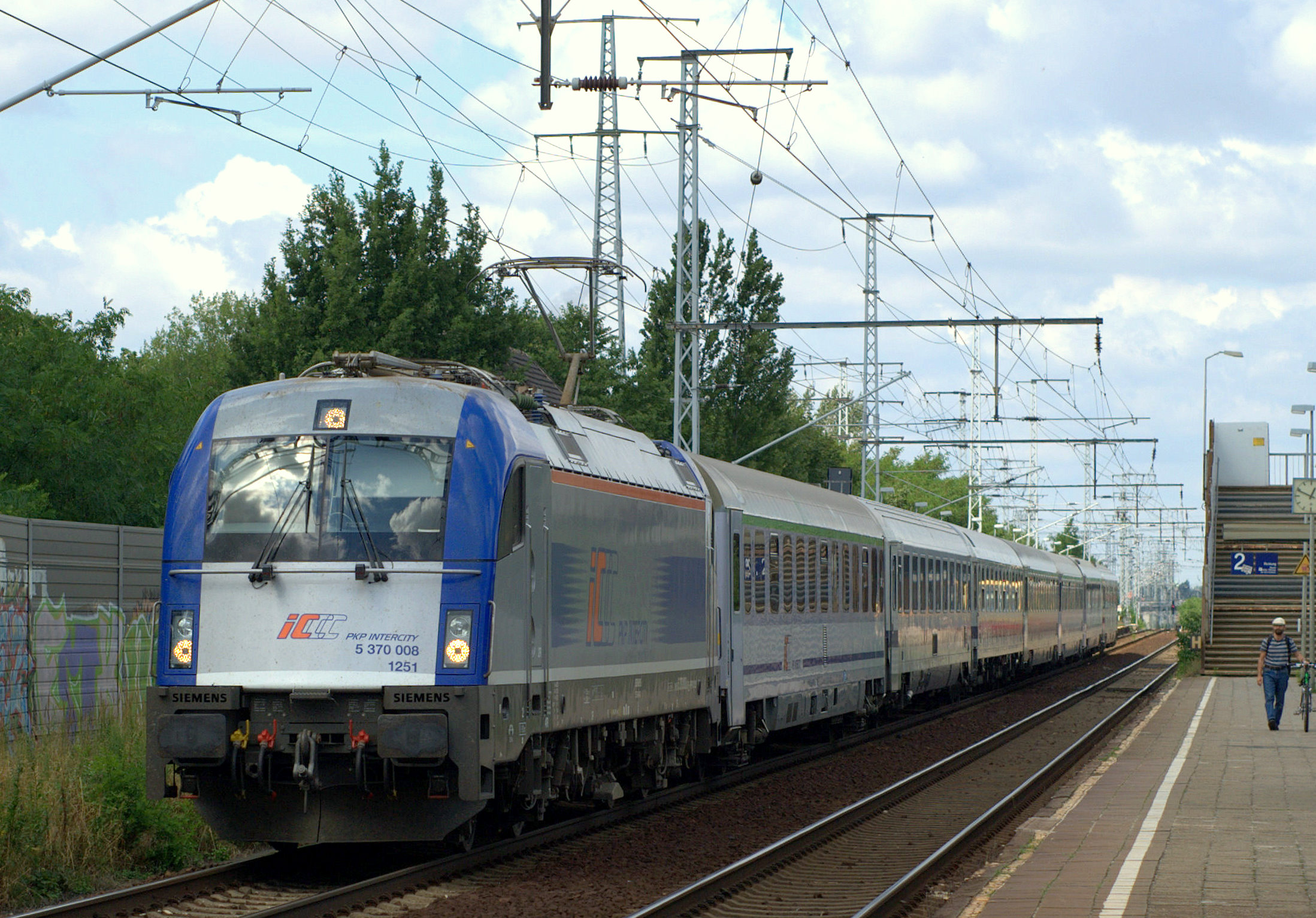
InterCity vonat Lengyelországban

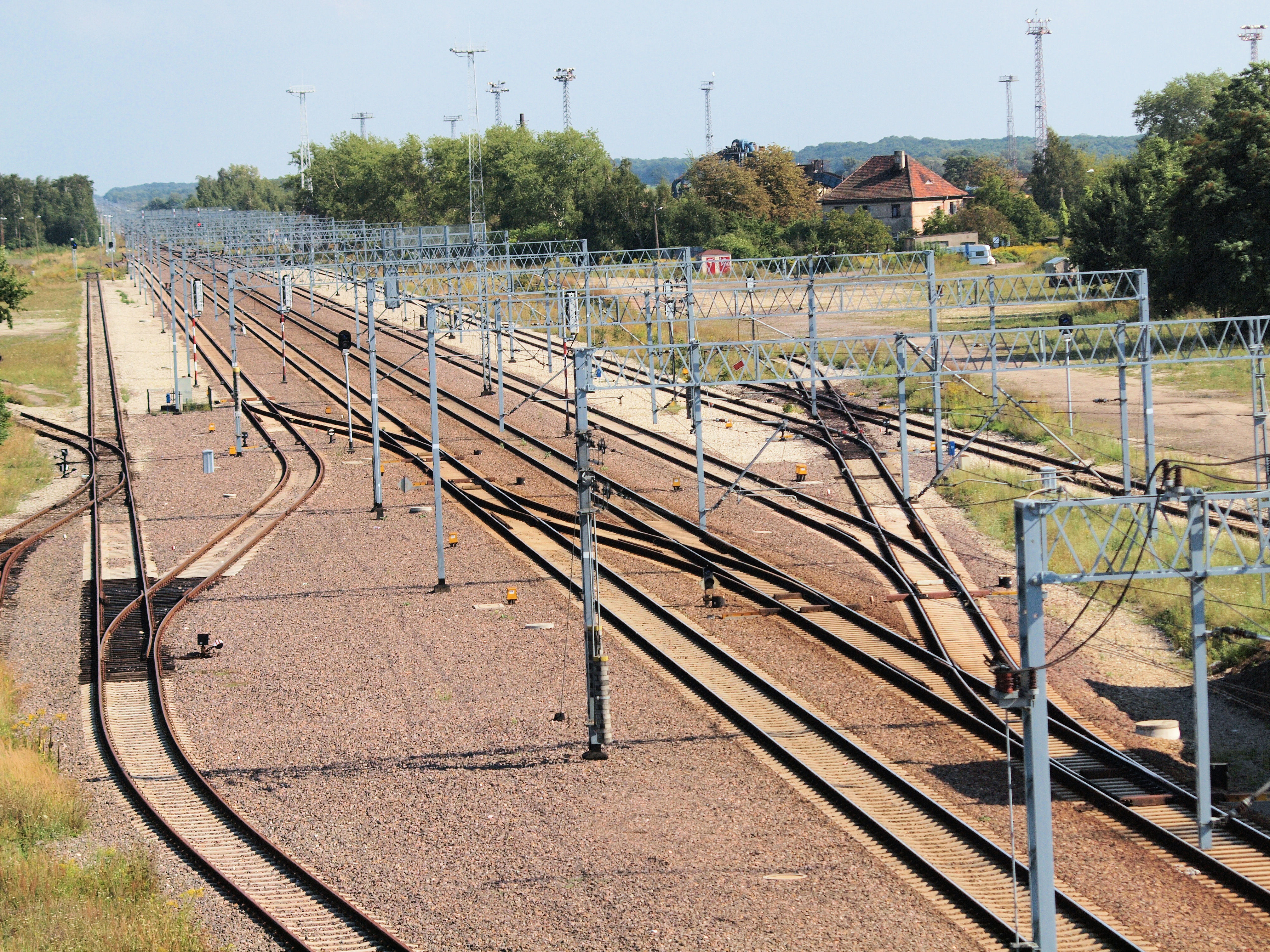
Villamosított vasútvonal Oławában

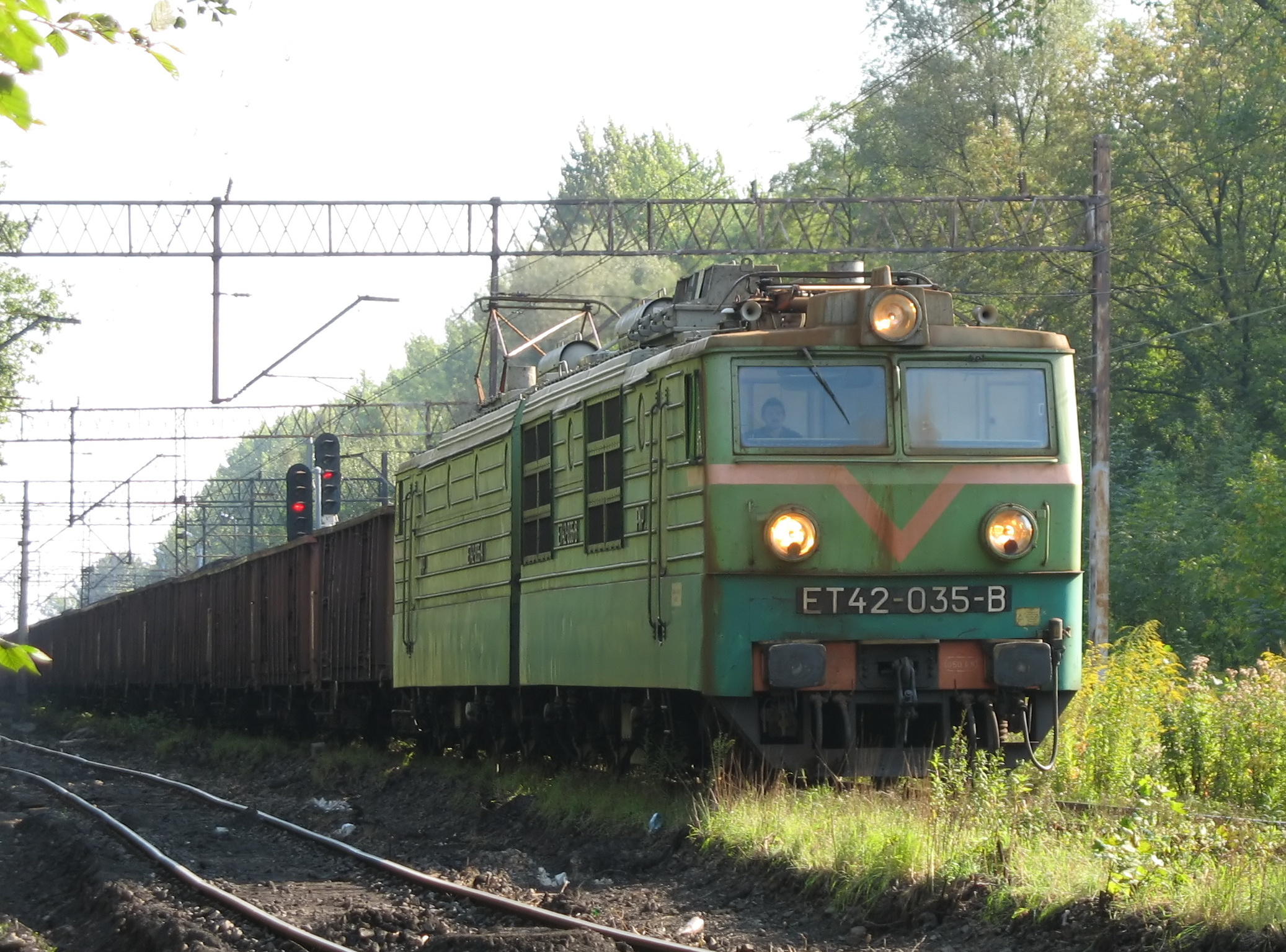
Egy PKP ET42-es villamosmozdony tehervonatával 2006-ban

A maximális sebesség változása Lengyelországban

Lengyelország több közlekedési folyosó útvonalán fekszik. A hatalmas ország a kapuja a Baltikumba tartó forgalomnak, és jelentős a kelet–nyugat irányú tranzitforgalma is. Az ország vasúthálózatának hossza 22 314 km, melyből 21 681 km normál, 633 km pedig széles nyomtávolságú. A villamosított vonalak hossza 11769 km, 3 kV egyenárammal villamosítva.

## A lengyel vasúti liberalizáció
2001 körül a korábbi államvasutat holdinggá alakították, melynek 100%-a állami tulajdonban maradt. A 10 leányvállalat a „szokásos” felbontást követi, azzal a különbséggel, hogy külön cég jött létre a széles nyomtávú pályákon való teherforgalom bonyolítására. 2003. június 1-jén megalakult a független UTK nevű szervezet, mely az engedélyeket adja ki, és ellenőrzi a technikai feltételek teljesülését. 21 nemzeti vasúttársaság jelentkezett teherszállítás végzésére, melynek többsége ipari nagyvállalatok birtokában van. Az állami PKP Cargo részesedése ez idő tájt 97% körüli. Személyszállítást egyedül a PKP végez az állami pályákon.

## Személyszállítás
A legkilátástalanabb helyzetben a PKP volt Európában 2008-ban. A 2008 előtti 15 évben a hálózat közel felén szűnt meg a forgalom. A személyszállító vagonok átlagéletkora ekkor 22 év volt, a teherkocsiké hasonló, melyek fele szénszállító volt.
A pályát a PKP ellenőrzése alatt álló PLK tartja karban, a regionális közlekedésért a PKP PR, az árufuvarozásért a PKP Cargo a felelős. Azonban ezek képtelenek voltak fizetni a pályahasználati díjat, a PKP PR például nem fizetett semmit. Így a PKL felé 1,2 milliárd lengyel złoty (63,75 milliárd forint) adósság halmozódott fel. Ezzel szemben a 17 magán-tehervasút a teljes díjat kifizette a PLK-nak.
A PKP Cargo 1997-es 227 millió tonnás szállítási teljesítménye 2001-re 155 millió tonnára csökkent, 2003-ban 161,9 millió tonna volt. A PKP napi 3500 regionális személyvonatot kínál, azonban a térségben etalonnak számító cseh vasút szintjének eléréséhez 21000-re volna szükség. Az utasok száma történelmi mélyponton. Az 1980-as évek eleji 1,1 milliárd utas 2002-re 244,1 millióra csökkent. Annak ellenére, hogy az InterCity szolgáltatás egész Lengyelországot behálózza, naponta csak 27 000 utas veszi igénybe. A szolgáltatást népszerűtlenné teszi, hogy a pótdíjköteles vonatok két-három átszállás után igen-igen drágák. További probléma, hogy minden vonat Varsóba fut be, pedig az nem az ország geometriai közepe. Például Poznań és Krakkó között ez elfogadhatatlan; aki tud, mással utazik.
A szocializmus időszakában a PKP 400 ezer főt foglalkoztatott. A túlfoglalkoztatásra jó példa a Krosniewice környéki személyszállítási hálózat, mely a múlt rendszerben 114 főt foglalkoztatott, ám jelenleg ugyanezt az SKPL magáncég 9 fővel látja el. A vezetés a rendszerváltás után sem képességgel, sem hatáskörrel nem rendelkezett. A PKP vezetése például képtelen volt összeállítani egy tisztességes üzleti jelentést. Ha meg is jelent egy ilyen, fontos adatok hiányoztak belőle. A 2000-es jelentésből például hiányzott a mérleg, a nyereség és veszteség beszámoló, továbbá a forgalomról szóló adatok hibásnak bizonyultak. A külső auditorral sem tudtak ilyesmit megosztani. Nem csoda, hogy botrányok voltak, a PKP akkori vezérigazgatóját leváltása után börtönbüntetésre ítélték.
Ugyanakkor a szolgáltatási színvonal a távolsági Expressz és InterCity vonatok kivételével rendkívül alacsony volt. A térségben etalonnak számító cseh vasút a személyszállítását 47%-ban dízel-motorvonatokkal bonyolította, a PKP-nél az arány 0,2% volt. 1990-ben 26 228 km hálózaton volt személyszállítás, ma 14 000 km-en. A felső-sziléziai szénmedencében, egy urbanizált vidéken a vasút részaránya a közösségi közlekedésben 4%, a teljes helyváltoztatásban 1,5%. Egy HÉV hálózat kiépülése a rendszerváltáskor leállt, csak néhány befejezetlen híd és viadukt csúfítja a tájat. A PKP „reformjának” pénzügyi hiánya már nem titok. A PKP 2008-as teljes adóssága 10,8 milliárd złoty (605,2 milliárd forint) volt. A PKP PR-t 16 helyi társaságra osztották fel. A tanácsadói jelentés jelentős létszámcsökkentést javasolt, mintegy 108 ezer főre való csökkentést. Ezt főleg a privatizációknak és a veszteséges részek bezárásának, továbbá a helyi hatóságoknak történő átadás nyomán kívánták elérni. Egy újabb keletű japán tanulmány szerint, melyet egy lehetséges privatizációról írtak, 60 ezer fő elbocsátását javasolja. Azonban ezek végrehajtása kétséges volt 2008 körül. Lengyelországban a munkanélküliség 21%-os, egyes térségekben 35%-os volt ebben az időben.

### Hely- és pótjegy váltása
Az itt alkalmazott rendszer részben hasonlít a hazaira, az expressz és IC-járatok helyjegykötelesek. A közúti szállítás liberalizált, így a vasút árversenybe is kényszerült a számos busztársasággal - a PKP fegyvere ebben a harcban az úgynevezett TLK-vonat. Ezek a vonattól, útvonaltól, időponttól függő díjszabással közlekednek, a vonathoz kötött jegy helyjegyet is magában foglal. A nagy távolságok ismeretében (a 3 órás menettartam rövidnek, az 5-6 órás átlagosnak számít) a helyjegy jelentősége nagyobb, ugyanakkor a távolsági szolgáltató PKP Intercity sok tekintetben pont a MÁV-hoz hasonló arculati és minőségi (főleg sebesség) problémákkal küzd.

## Története
A hálózat túlnyomó többségét a második világháború előtt építették különböző vasúttársaságok, többek között a német Deutsche Reichsbahn és az Orosz Birodalmi Államvasutak, egy kisebb részt pedig 1946-tól a Lengyel Népköztársaság kommunista hatóságai. A második világháború elején Lengyelország lerohanása során a lengyel vasúthálózatot a Luftwaffe bombázása megbénította. A hálózat átlagos kora és a karbantartás hiánya miatt sok szakaszon még a fővonalakon is 160 km/h alatti sebességre korlátozódik a sebesség. 2015-ben azonban már 2813 km 160 km/h vagy annál nagyobb sebességű vasútvonal működött az országban.
Lengyelország 2004-es európai uniós csatlakozása óta az európai finanszírozási intézmények jelentős összegeket bocsátottak rendelkezésre mind a lengyel vasúthálózat, mind a gördülőállomány fejlesztésére. Az Európai Beruházási Bank 2014 júniusáig összesen 1,9 milliárd euró hitelt nyújtott a lengyelországi vasúti korszerűsítési projektekhez. 2013 decemberéig további 578 millió eurót biztosítottak a PKP Intercity gördülőállományának 70 százalékának korszerűsítésére. 2014-ben leszállított húsz Alstom Pendolino nagysebességű vonat 665 millió eurós beszerzését részben az Európai Beruházási Bank 342 millió euróval finanszírozta.
Lengyelországban jelenleg nincsenek 200 km/h (124 mph) feletti sebességgel üzemeltetett nagysebességű vonalak. A központi vasútvonalat (centralna magistrala kolejowa, "CMK"), amely Varsót Katowicével és Krakkóval köti össze, 250 km/h sebességet lehetővé tevő vonalvezetéssel tervezték, de az építése után több mint 30 évig Lengyelország nem rendelkezett 160 km/h feletti sebességre képes gördülő járművel. 2008 óta a CMK-t korszerűsítették, hogy nagyobb sebességet tegyen lehetővé, beleértve az 1. szintű európai vonatbefolyásoló rendszer telepítését, amely a nagysebességű vonatok számára szükséges fülkejelzést biztosítja. A legtöbb vonat a CMK-n még mindig 160 km/h sebességgel közlekedik, de 2014. december 14. óta az új Alstom Pendolino ED250 vonatok a CMK egy 90 km hosszú szakaszán 200 km/h sebességgel közlekednek, és a folyamatban lévő fejlesztéseknek köszönhetően a vonal nagy részén 200 km/h-ra kell emelni az engedélyezett sebességet. A CMK-n 2013 novemberében egy új Pendolino ED250 vonat tesztüzemben 293 km/h-val új lengyel sebességrekordot állított fel.
2011-2015 között a Varsó-Gdańsk-Gdynia-vasútvonalon jelentős, részben az Európai Beruházási Bank által finanszírozott, 3 milliárd dollárba kerülő korszerűsítés zajlott, amely magában foglalta a pálya cseréjét, az ívek átépítését és a nyomvonal áthelyezését, hogy lehetővé tegye a 200 km/h sebesség elérését, az állomások korszerűsítését és a legmodernebb ETCS Level 2 jelzőrendszer telepítését, amely 2015 júniusában fejeződik be. 2014 decemberében új Alstom Pendolino nagysebességű vonatokat állítottak forgalomba Gdańsk, Varsó és Krakkó között, amelyekkel a Gdańsk és Varsó közötti vasúti menetidő 2 óra 58 percre csökkent, amit 2015 végén 2 óra 37 percre fognak csökkenteni.
2008-ban a kormány bejelentette, hogy 2020-ig a francia TGV-modell alapján és valószínűleg TGV-stílusú szerelvényekkel építene egy külön nagysebességű vonalat. Az Y alakú vonal Varsót Łódźt, Poznańt és Wrocławt kötné össze, akár 320 km/h sebességre való kiépítéssel. A tervek között szerepelt a központi vasútvonal 250 km/h-ra vagy annál nagyobb sebességre történő korszerűsítése, mivel ez a vonal LGV-szerű profillal rendelkezik.
2011 decemberében a nagysebességű "Y" vonal megépítésének terveit a magas költségek miatt 2030-ig elhalasztották.
2008-tól a külföldi járatok közé tartoznak a Nyugat- és Kelet-Európa közötti EuroCity és EuroNight vonatok, leginkább az EN Jan Kiepura közvetlen hálókocsik Oroszország és Amszterdam, Bázel és München között Varsón, Poznanon és Németországon keresztül közlekedve. Ezek általában különböző vasúttársaságok kocsijaiból állnak, amelyeket a vonathoz a működési területükön való áthaladáskor csatolnak.

## A vasút jövője
A lengyel infrastruktúra hivatal tender felhívást tett közzé 2008 végén, az első két vonalára az ERTMS rendszer telepítésére. Az egyik, egy teljes ERTMS 2 szint telepítése, a GSM-R rádióval együtt, a 84 km hosszú vonalára, Legnicaától a német határon lévő Zgorzelecig. Ez része a Wrocław - Drezda fővonalnak, valamint az ERTMS Corridor F és a TEN-T Corridor III. nemzetközi vonalnak.
A másik projekt magában foglalja az ETCS 1 szint felszerelését a központi fővonalra, mely része a Varsó - Katowice / Krakkó vonalnak. Ez a projekt lehetővé teszi a jelenlegi maximális 160 km/h sebesség 200 km/h-re növelését.
A PKP megvalósíthatósági tanulmány készítését rendelte meg az ország első nagysebességű vasútvonalának kiépítésére, amely Varsót Poznańnal és Wrocław-val kötné össze.

## Vasúti kapcsolata más országokkal
- Csehország - azonos nyomtávolság - azonos áramrendszer
- Németország - azonos nyomtáv - eltérő áramrendszer - 3 kV DC / 15 kV 16,7 Hz AC
- Szlovákia - azonos nyomtáv - eltérő áramrendszer
- Svédország - azonos nyomtáv - vasúti komppal
- Fehéroroszország - eltérő nyomtáv - eltérő áramrendszer - 3 kV DC / 25 kV 50 Hz AC
- Litvánia - eltérő nyomtáv - eltérő áramrendszer - 3 kV DC / 25 kV AC
- Oroszország  - eltérő nyomtáv - nem villamosított
- Ukrajna - eltérő nyomtáv - eltérő áramrendszer - 3 kV DC / 25 kV AC

## Lásd még
- Lengyelország nagysebességű vasúti közlekedése